# Piccola Cenerentola
Piccola Cenerentola  (Pobre diabla) è una telenovela venezuelana prodotta nel 1990, trasmessa in Italia nel corso del 1991. La sigla è Amore contro di Eros Ramazzotti.

## Trama
Andrea Mejia Gomez senior è un ricco e potente tombeur de femmes. A seguito di una caduta da cavallo scopre di avere poco tempo di vita quindi decide di godersi gli ultimi istanti accanto a Monica, una bellissima venditrice di caffè, incontrata per caso e che decide subito di sposare all'insaputa della famiglia e dell'attuale sua compagna, Simona Guerrero a cui non rivela la sua malattia.
I due vivono momenti felici ma Andrea senior muore tra le braccia di Monica proprio la sera in cui aveva deciso di presentarla alla famiglia; Monica rimane scioccata vagando per le strade fino a quando non incontra Marilena, una ragazza che la aiuterà a superare il momento.
Monica viene considerata dalla famiglia un'usurpatrice, la ragazza non sa ciò che le ha lascito il marito: un figliastro e un'immensa fortuna. Al momento della lettura del testamento si presenta anche Andrea Mejia Gomez junior, il figlio di Andrea senior, nato da una relazione clandestina del padre con la ex cameriera Irma Faria, ormai malata. Andrea junior non ha mai perdonato il padre di non aver sposato la madre preferendo una vita libertina, e ignaro di chi sia la moglie del padre va su tutte le furie, in quanto essi sono i soli due eredi della casa editrice e della proprietà. Monica teme la reazione di Andrea jr, decide di non rivelargli la sua identità costringendo la sua amica Emma a uno scambio di ruolo. Andrea jr però si innamora di Monica decide di corteggiarla, fino a quando Simona gli rivela la verità avendola già conosciuta il giorno della morte del padre insieme a tutta la famiglia. Per i due inizia una vera e propria guerra e una fuga che li porterà a sposarsi di nascosto.
Iniziano a verificarsi dei misteriosi omicidi che salvano la vita dei due eredi; essi sono compiuti da Garrabàn, un killer assunto da Diego, il marito di Laura; il sicario viene aiutato da Barbara ex amante del defunto, con la promessa di lasciare la moglie. Dopo vari fallimenti di Garrabàn, Barbara si stanca e rinuncia ma viene però violentata e crocifissa dal suo stesso complice che viene ucciso successivamente da Diego. La gelosia di Andrea Jr. però non aiuta la coppia; egli non ha mai accettato che Monica dapprima sia stata la moglie di suo padre. I due innamorati concepiscono un bambino che renderà la situazione molto difficile. Infatti Monica,  per non complicare la situazione, rivela alla famiglia che il bambino è di Flavio fratello del primo marito, provocando la gelosia di Andrea Jr. che decide di raccontare la verità alle famiglie anche se ciò può provocare la morte della madre. Questo non avviene perché Monica rivela tutto dapprima alla madre di Andrea Jr. che si presenta nel loro luogo segreto, Irma invaghita da Simona, che non ha mai accettato Monica, finge di essere cardiopatica. Con la madre in fin di vita Andrea Jr. ferisce Monica confessandole di non aver mai desiderato il bambino e portandola così alla pazzia.
Monica si rifugia dalla nonna di Andrea e gli rivela il suo stato interessante. Andrea, pentito, le chiede perdono ma lei gli mente dicendogli che ha perso il bambino proprio come voleva lui. Su consiglio di Diego, Monica viene rinchiusa in un manicomio, lo stesso in cui si trova Barbara che a seguito della brutale violenza di Garrabàn aveva perso la memoria. Qui Diego ordina alla dottoressa Valentina Muller, sua nuova complice, di ucciderla, ma viene salvata da Gustavo il medico che avrà molto a cuore vita di Monica.  Barbara riacquista la memoria e le consiglia di fingere di essere ancora pazza perché proprio come lei sono in pericolo di vita. Passano i mesi e cambiano molte cose: Monica partorisce un bambino, Andrea Jr. inizia una relazione con Simona; Laura inizia una relazione clandestina con Del Barrio che viene però ricattata da Diego; Gloria, dopo aver lasciato Mario sull'altare, rimane incinta di Giovanni ma si accorge dello sbaglio che ha commesso quando scopre che l'uomo ha molte donne e le fa perdere il bambino a furia di calci rimanendone alcolizzata. Marilena si fidanza con Luigi, l' ex di Monica che non è vista di buon occhio dalla madre di lui perché per salvare la relazione fra Monica e Andrea Jr. si finse la sua fidanzata, solo quando scopre di essere malata e di stare per morire le cose prenderanno una bella piega anche se la porterà alla morte. Un giorno però Andrea Jr. va nuovamente a trovare Monica e lì scopre la bugia, lei però non prova oramai più nulla per lui, riacquistando i propri diritti una volta uscita dal manicomio insieme ai suoi genitori si riapropria della casa e caccia Diego e Simona dall'azienda. Andrea Jr. ama ancora Monica e tenta di riconquistarla, ma ciò che ottiene è una richiesta di divorzio da parte sua con l'intenzione di risposarsi con Gustavo. Irma dopo essersi ripresa dall'infarto si pente di ciò che ha fatto chiedendo al figlio di riconquistarla. Così come Irma, donna Amelia a seguito delle sue sventure famigliari le chiede perdono; Diego viene investito da Valentina ormai impazzita dopo aver visto Barbara fuggita dal manicomio pronta ad iniziare una nuova vita, ne viene accusata Laura e scarcerata in seguito alla confessione di Barbara che vedendo tutto decide di confessare e farsi suora. Con il tentativo di rapire il bambino Simona viene lasciata da Andrea dopo aver compreso che lei era a conoscenza della vera faccia di Diego che per salvare la sua vita Simona scrisse una lettera da consegnare a Laura in caso le fosse successo qualcosa, ma la lettera viene consegnata ad Amelia che ha letto tutto. Gloria e Mario fanno pace, si sposano in chiesa e partono per le Hawaii. Flavio dopo essere stato sparato da Diego rimane paralizzato trovando conforto in Marta, la cameriera di famiglia. Andrea jr ormai ha perso le speranze con Monica proprio quando lei decide di perdonarlo per non vedere il proprio figlio crescere senza un padre e continuando ad amarlo ancora.

## Personaggi e interpreti
Monica Morelli-Mejia Gomez Interpretata da Jeannette Rodríguez: venditrice di caffè figlia umile di Lucia e Mauro Morelli, incontra per caso Andrea Sr. Mejia Gomez con il quale si sposerà in poco tempo. Alla morte del marito è l'unica ereditaria insieme a Andrea Jr. per paura della reazione del figliastro scambia la sua identità fino a provare un sentimento verso quest'ultimo avvendo atteggiamenti un po' infantili, riesce a sposarsi con Andrea Jr. di nascosto dalla famiglia. Non sopporta la situazione dapprima invita Andrea a raccontare tutto ma avendo timore della madre egli rifiuta, fino a quando non rimane incinta rivelando ella stessa la verità alla madre di Andrea Jr. da provocarne un infarto, Andrea Jr. incredulo gli confessa di rifiutare il bambino che aspetta portandola allo stato di pazzia. Viene rinchiusa in manicomio da Diego, si riapproprierà delle proprietà e chiederà divorzio ad Andrea per sposarsi nuovamente con Gustavo, dopo il matrimonio di Marilena e Luigi però lo lascia capendo di amare ancora Andrea Jr. nonostante il male fatto.
Andrea Jr. Mejia Gomez. Interpretato da Osvaldo Laport: figlio di Andrea Sr. e Irma Faria cameriera all'epoca della casa, non ha mai perdonato il padre di non aver sposato la madre. Insieme a Monica diventa ereditiero della fortuna Mejia Gomez scacciando i suoi familiari all'inizio odiava Monica per essersi appropriata di ciò che non le spetta, per poi amarla nonostante la gelosia verso il padre e Flavio. Sebbene è a conoscenza del rimorso che ha la madre verso Monica decide di non rivelarle i suoi sentimenti iniziando una relazione clandestina fino al matrimonio.
I suoi atteggiamenti e il suo egoismo materno portano Monica alla pazzia e la madre in fin di vita, pronunciando sensi di rimorso verso il loro amore e il bambino. Dopo aver visto Monica in manicomio decide di dimenticarla con Simona ma quando uscirà totalmente cambiata e con il bambino tenterà di conquistarla inutilmente fino a quando però lei non cambierà idea.
Irma Faria. Ex cameriera dei Mejia Gomez vive a Caracas con il figlio Andrea in presta ad operarsi perché malata, vivrà con il figlio nella casa di Andrea Sr. prova odio verso Monica perché ha sposato l'uomo che amava, non approva che possa sposarsi anche con il figlio da inscenare fino alla realtà la sua cardiopatia mortale con l'aiuto di Simona, costringendo i due ad avere un amore segreto. Si pentirà di ciò che ha fatto quando scoprirà l'esistenza del nipote tentando inutilmente un approccio con Monica.
Lucia Morelli. Madre di Monica e moglie di Mauro, è la prima ad apprezzare il nuovo stato della figlia.
Mauro Morelli. Padre di Monica e marito di Lucia, è di origini napoletane; nonostante la nuova condizione economica rimane di umili origini.